# Louis Calla
Pour les articles homonymes, voir Calla.
Louis-Marie-Pierre-François Calla, né le 5 décembre 1840 à Paris et mort le 1er août 1907 à La Guierche, est un homme politique français.

## Biographie
Louis Calla est le fils de Christophe François Calla, ingénieur et manufacturier parisien, qui fut l'un des fondateurs du Comptoir d'escompte.
Il suivit ses études à l'École des beaux-arts de Paris et devient licencié en droit. Devenu architecte, il est nommé sous-préfet de Vitré de 1873 à 1875, puis de Saint-Calais. Refusant une mutation à Paris, il donna sa démission et s'inscrit comme avocat à la Cour d'appel de Paris.
Calla fut élu, le 20 mai 1883, député conservateur monarchiste du 16e arrondissement de Paris, en remplacement de Pierre Marmottan, démissionnaire. Il siégea à droite, et vota contre l'expédition du Tonkin.
Non réélu en 1885, il ne cessa pourtant pas de se mêler à la politique active ; il organisa dans les départements une tournée de conférences politiques où il expose, défend et propage les principes conservateurs. 
Il était membre du comité central royaliste et président de la Société des conférences monarchistes.
Gendre de Pierre-Louis-Napoléon Chernoviz, il est le père du général Pie-Jules-François-Joseph Calla.

## Sources
- Jean-Marie Mayeur, Les parlementaires de la Seine sous la IIIe République. I. Études, 1981
- « Louis Calla », dans Adolphe Robert et Gaston Cougny, Dictionnaire des parlementaires français, Edgar Bourloton, 1889-1891 [détail de l’édition]